# 破壊効果
破壊効果（はかいこうか、disruptive effect）とは、火薬類の効果を示す尺度の1つで猛度とも呼ばれる。

## 概要
火薬類の持つ効果には静的な効果と動的な効果がある。静的な効果は仕事効果と呼ばれ、動的な効果は破壊効果と呼ばれる。別名、衝撃効果とも呼ばれ火薬類の持つエネルギー量とその放出速度に影響される。

## 破壊効果の測定法
- ヘス猛度試験
- カスト猛度試験
- 鋼板試験
- 破片試験